# 무정 (소설)

1917년 1월 1일자 매일신보에 연재된 소설 '무정'. 1월 1일부터 6월 14일까지 연재되었다.

《무정》(無情)은 소설가 이광수의 소설이다. 1917년 조선 총독부 기관지인 매일신보에 총 126회 걸쳐서 1월 1일부터 6월 14일까지 연재된 후 1918년 7월 신문관·동양서원에서 단행본으로 간행되었다. 한국 최초의 근대 장편소설로 여겨지며 당시 많은 인기를 끌었다. 작가는 과학과 교육에 의한 민족 구원의 가능성을 보여주고 있다.

## 주요인물
- 이형식 : 교사로 전형적인 근대 지식인이다.
- 김선형 : 김장로의 딸로 형식과 결혼한다.
- 박영채 : 전형적인 유교 사상을 따르는 여성에서 김병욱을 만나 진취적인 여성으로 바뀌는 중요한 인물
- 김병욱 : 자유 분방한 생활 태도를 가진 전형적인 신여성이다.

## 구성 단계
- 발단 : 영채가 형식을 10여년 만에 찾아가고,고백 / 형식이 선형의 영어 가정교사가 됨
- 전개 : 형식이 선형에 대한 사랑과 정혼을 했지만 기생이 된 영채 사이에 심리적으로 갈등
- 위기 : 영채가 배학감에게 겁탈 당해 자살을 하기 위해 평양으로 떠남 / 형식이 영채를 찾으려 평양으로 갔지만 못 만남
- 결말 : 등장인물들이 민족의식을 자각하고, 장차 조국에 이바지 할 계획을 토의하고, 각자의 유학길을 떠남

## 줄거리
박영채는 신식학교를 운영하던 아버지 박진사와 오빠들이 감옥에 갇히고 집안이 몰락하자, 부친을 부양하기 위해 기녀가 된다. 이에 충격받은 아버지와 오빠들이 옥사하자 영채는 의지할 가족이 없게 되었다. 한편 박진사의 제자이자 경성학교 영어교사인 이형식은 미국 유학을 준비하는 김 장로의 딸 선형에게 영어를 가르친다. 수업을 마치고 집에 돌아와보니 7년이나 못 본 영채가 와 있었는데, 영채는 형식에게 그동안 있었던 비극을 말한다. 형식은 정혼자인 영채에게 동정심을 느끼고, 기적(기녀명부)에서 빼려고 하나 일천 원이 없어서 머뭇거릴 수밖에 없었다.
그 사이에 영채는 경성학교 학감인 배명식과 경성학교 교주의 아들 김현수 일당에게 강간당한다. 사랑하는 형식과의 결혼을 위해서 수절하던 영채는 절망감에 대동강에서 빠져죽으려고 유서를 남긴 채 기차를 탄다. 이를 알게 된 형식은 평양에 가지만 영채를 만나지도, 그녀의 시체를 찾지도 못한 채 다시 올라온다. 그리고 이 일때문에 학생들에게 '기녀를 따라다니는 선생'이라는 오명을 쓴 채 학교를 그만두기에 이른다. 한편 형식의 성실한 모습을 본 김장로 내외는 형식을 사위로 들일 생각을 하고, 출석하는 개신교회 목사를 통해서 의사를 밝힌다. 형식은 정혼자인 영채에 대한 의무감과 선형에 대한 사랑 사이에서 갈등하지만 죽은 영채를 위하여 무엇을 할 수 있느냐는 친구 신우선의 설득으로 선형과 약혼한다.
한편 기차길에서 우연한 사건으로 도쿄유학생 김병욱을 만난 영채는 스스로 자신의 삶을 개척하라는 그러니까 자신이 바라는 대로 살라는 병욱의 설득으로 자살을 포기하고, 병욱언니의 집인 황주에서 한 달 간 지내면서 도쿄유학을 준비한다. 그리고 일본유학을 위해서 탄 기차에서 미국유학을 가던 형식과 선형을 만나는데, 이들의 관계는 갈등으로 삐걱거린다. 기차는 삼랑진 수재 현장에서 4시간 연착하게 되는데, 일행은 자선 음악회를 열어 수재민 의연금을 모금한다.또한 토론을 통해서 민족을 위해 어떤 공부를 할 것인지 생각한다. 마지막 장면은 영채가 일본음악학교에서 음악인으로 활동한다거나 하는 활약상을 소개하는 내용으로 끝난다.

## 평가
많은 남성 지식인들을 독자로 한 최초의 장편, 근대소설이다. 소설을 통해 식민지 조선의 지식인에게 하나의 방향을 제시하고 큰 호응을 얻었다. 김동인은 이 소설에 대해 "첫째, 우리말 구어체로 이만큼 긴 글을 썼다는 것은 조선문 발달사에 있어서 특기할 만한 가치가 있다. 둘째, 새로운 감정이 포함된 소설의 효시로서도 무정은 가치가 있다. 셋째, 조선에서 처음으로 대중에게 환영받은 소설로서 가치가 있다. 넷째, 무정은 춘원의 대표작인 동시에 조선의 신문학이라 하는 대건물의 가장 중요한 추춧돌이다."라고 평가하였다.

## 참고 문헌
- 인문과학연구소, 교양고전 100선 해제, 성균관대학교 출판부, 1998. ISBN 8979860285
- 김철, 바로잡은 무정, 문학동네, 2003.